# Juno Awards 1999
I Juno Awards 1999 si sono tenuti a Hamilton il 7 marzo 1999.

## Categorie
Lista parziale (sono incluse le categorie più importanti). In grassetto sono indicati i vincitori.

### Miglior artista femminile
- Céline Dion
- Holly Cole
- Deborah Cox
- Lynda Lemay
- Ginette Reno

### Miglior artista maschile
- Jim Cuddy
- Colin James
- Kevin Parent
- David Usher

### Miglior nuovo artista solista
- Melanie Doane
- Emm Gryner
- Bruce Guthro
- Hayden
- Tamia

### Miglior gruppo
- Barenaked Ladies
- Matthew Good Band
- Philosopher Kings
- The Rankin Family
- The Tragically Hip

### Miglior nuovo gruppo
- Johnny Favourite Swing Orchestra
- Love Inc.
- The Moffatts
- New Meanies
- The Wilkinsons

### Premio alla carriera internazionale
- Céline Dion

### Canadian Music Hall of Fame
- Luc Plamondon

### Miglior album
- Céline Dion - Let's Talk About Love
- Loreena McKennitt - The Book of Secrets
- Kevin Parent - Grand parleur petit faiseur
- Jann Arden - Happy?
- The Tragically Hip - Phantom Power

### Miglior album di musica alternative
- Rufus Wainwright - Rufus Wainwright
- Esthero - Breath from Another
- Bodega - Bring Yourself Up
- BTK - BTK
- Hayden - The Closer I Get

### Miglior album pop
- Barenaked Ladies - Stunt
- The Moffatts - Chapter 1: A New Beginning
- Philosopher Kings - Famous, Rich and Beautiful
- Kevin Parent - Grand parleur petit faiseur
- Jann Arden - Happy?
- Céline Dion - Let's Talk About Love

### Miglior album rock
- The Tragically Hip - Phantom Power
- Sloan - Navy Blues
- The Watchmen - Silent Radar
- 54-40 - Since When
- Matthew Good Band - Underdogs

### Miglior singolo
- Barenaked Ladies - One Week
- Sarah McLachlan - Adia
- Matthew Good Band - Apparitions
- Philosopher Kings - Hurts to Love You
- Céline Dion - My Heart Will Go On